# Aquaumbridae
Die Aquaumbridae sind eine Familie der Achtstrahligen Korallen (Octocorallia), die in tieferen Bereichen des tropischen Pazifiks und des westlichen Atlantiks vorkommt.

## Merkmale
Wie fast alle Oktokorallen bilden die Arten der Familie Aquaumbridae Kolonien, die aus vielen Einzelpolypen mit jeweils acht Tentakeln bestehen. Die Kolonien sind baumartig mit Zweigen oder fingerartigen Lappen, die von einem deutlich ausgeprägten Stiel ausgehen. Sie besitzen keine Skelettachse, sondern sind weich, schlaff, durchsichtig und geleeartig, ähnlich wie Quallen. Die Polypen sind gleichmäßig über die Oberflächen von Lappen und kleineren Ästen verteilt, fehlen aber am Stiel. Sie sind monomorph, können sich nicht zurückziehen, aber zusammenziehen. In den Polypen haben die Sklerite die Form von Stäbchen, Nadeln und gebogene Spindeln. Sie sind oft kragenförmig oder als Spitzen angeordnet. Auf der Oberfläche der Zweige und Lappen fehlen die Sklerite, im Innern des Coenenchyms sind sie nur spärlich vorhanden. Die Sklerite sind farblos. Die Arten der Aquaumbridae leben nicht mit Zooxanthellen in einer Endosymbiose und sind daher vollständig auf planktonische Nahrung angewiesen.

## Gattungen
Zur Familie Acrophytidae gehören zwei Gattungen mit je einer Art:
- Aquaumbra Breedy, van Ofwegen & Vargas, 2012
- Elbeenus Alderslade, 2002